# جون روز (عازف الأرغن)
جون روز (بالإنجليزية: John Rose)‏ هو عازف الأرغن أمريكي، ولد في 1948.